# Chicheboville
Chicheboville est une ancienne commune française, située dans le département du Calvados en région Normandie, peuplée de 579 habitants (les Chichebovillais).

## Géographie
Le marais de Chicheboville (99 ha de zone humide d’intérêt floristique et faunistique) est classé Natura 2000 par l’Europe et est réhabilité à ce titre dès 2004. Il est également espace naturel sensible du département. La protection de cet écrin de nature a valu en 2019 à la commune la remise du prix « Pensée sauvage » décerné lors du congrès national des Conservatoires d'espaces naturels.
La commune a su préserver son caractère de village rural de la plaine de Caen.
Présence d'un parc éolien (huit éoliennes dont six sur Chicheboville) dans la partie sud de la commune.
| Bellengreville                    | Bellengreville    | Vimont, Moult |
| Bellengreville                    | Chicheboville     | Moult, Billy  |
| Garcelles-Secqueville, Conteville | Conteville, Billy | Billy         |

## Toponymie
Le nom de la localité est attesté sous les formes Cinceboldi villa en 1120 ; Chinchebouvilla en 1210-1219-1240 ; Cincebovilla en 1232 ; Sinsebouville en 1393,.
Graphie Chicheboville dès le XVIIe siècle, avec le chuintement normanno-picard, la commune se situant au nord de l'isoglosse [ʃ] / [s].
Le premier élément Chichebo- représente le nom de personne germanique *Sinsebold, variante de Sisbold ou *Cingeboldus (comprendre *Cingebold), variante de Sigembaldus (Sigembald), suivi de l'appellatif ville au sens ancien de « domaine rural ».

## Histoire
La commune de Chicheboville est peuplée depuis le Néolithique comme le prouvent les trois tumulus explorés au XVIIIe siècle.
En 1047, les armées du jeune duc de Normandie Guillaume le Bâtard (le futur Conquérant) et de son suzerain le roi des Francs Henri Ier, se rejoignirent près du village, avant d’y affronter et vaincre, sur le plateau du Val-ès-Dunes, les barons normands révoltés contre leur duc, lors d'une bataille connue sous le nom de bataille du Val-ès-Dunes.
Les deux communes de Chicheboville et Béneauville ont été regroupées en 1835.

## Politique et administration

### Liste des maires
| Période                                  | Période                   | Identité             | Étiquette | Qualité                                                                              |
| ---------------------------------------- | ------------------------- | -------------------- | --------- | ------------------------------------------------------------------------------------ |
| Les données manquantes sont à compléter. |                           |                      |           |                                                                                      |
| ca 1810                                  |                           | Louis Hüe de Mathan  |           | ancien officier baron de Douville                                                    |
| ca 1830                                  |                           | Edmond Hüe de Mathan |           | Membre du conseil d'agriculture chevalier de la Légion d'honneur                     |
| Les données manquantes sont à compléter. |                           |                      |           |                                                                                      |
| 1938                                     | mars 1971                 | François d'Andigné   |           |                                                                                      |
| mars 1971                                | novembre 1974 (démission) | René Le Bray         |           |                                                                                      |
| janvier 1975                             | mars 1977                 | François d'Andigné   |           |                                                                                      |
| mars 1977                                | mars 2001                 | Pierre Suriray       |           | Menuisier retraité                                                                   |
| mars 2001                                | mars 2008                 | André Arruego        |           | Retraité Vice-président de la CC du Val ès Dunes                                     |
| mars 2008                                | mars 2014                 | Jean-Michel Marchand | SE        | Employé de banque                                                                    |
| mars 2014                                | décembre 2016             | Coralie Arruego      | PRG       | Professeure d'histoire-géographie Conseillère départementale de Troarn (2015 → 2021) |

Le conseil municipal était composé de quinze membres dont le maire et deux adjoints.

### Liste des maires délégués
| Période      | Période                    | Identité            | Étiquette     | Qualité                                                                              |
| ------------ | -------------------------- | ------------------- | ------------- | ------------------------------------------------------------------------------------ |
| janvier 2017 | mai 2020                   | Coralie Arruego     | PRG puis MRSL | Professeure d'histoire-géographie Conseillère départementale de Troarn (2015 → 2021) |
| mai 2020     | mai 2023 (démission)       | Jean-François Savin |               | Cadre bancaire retraité                                                              |
| juin 2023    | En cours (au 20 juin 2023) | Sophie Pallu        | DVC           | Collaboratrice parlementaire Conseillère départementale suppléante                   |

## Démographie
L'évolution du nombre d'habitants est connue à travers les recensements de la population effectués dans la commune depuis 1793. À partir du 1er janvier 2009, les populations légales des communes sont publiées annuellement dans le cadre d'un recensement qui repose désormais sur une collecte d'information annuelle, concernant successivement tous les territoires communaux au cours d'une période de cinq ans. 
Pour les communes de moins de 10 000 habitants, une enquête de recensement portant sur toute la population est réalisée tous les cinq ans, les populations légales des années intermédiaires étant quant à elles estimées par interpolation ou extrapolation. Pour la commune, le premier recensement exhaustif entrant dans le cadre du nouveau dispositif a été réalisé en 2004,.
En 2021, la commune comptait 579 habitants, en évolution de +12,65 % par rapport à 2015 (Calvados : +1,58 %, France hors Mayotte : +2,49 %).
| 1793 | 1800 | 1806 | 1821 | 1831 | 1836 | 1841 | 1846 | 1851 |
| ---- | ---- | ---- | ---- | ---- | ---- | ---- | ---- | ---- |
| 258  | 233  | 263  | 292  | 319  | 468  | 465  | 491  | 456  |

| 1856 | 1861 | 1866 | 1872 | 1876 | 1881 | 1886 | 1891 | 1896 |
| ---- | ---- | ---- | ---- | ---- | ---- | ---- | ---- | ---- |
| 466  | 486  | 457  | 435  | 426  | 413  | 443  | 425  | 410  |

| 1901 | 1906 | 1911 | 1921 | 1926 | 1931 | 1936 | 1946 | 1954 |
| ---- | ---- | ---- | ---- | ---- | ---- | ---- | ---- | ---- |
| 402  | 384  | 409  | 351  | 344  | 352  | 352  | 463  | 414  |

| 1962 | 1968 | 1975 | 1982 | 1990 | 1999 | 2004 | 2009 | 2014 |
| ---- | ---- | ---- | ---- | ---- | ---- | ---- | ---- | ---- |
| 430  | 377  | 395  | 453  | 463  | 459  | 500  | 498  | 506  |

| 2018 | - | - | - | - | - | - | - | - |
| ---- | - | - | - | - | - | - | - | - |
| 548  | - | - | - | - | - | - | - | - |

| 1793 | 1800 | 1806 | 1821 | 1831 |
| ---- | ---- | ---- | ---- | ---- |
| 144  | 149  | 143  | 171  | 137  |

## Lieux et monuments
- Château de Béneauville, début XVIIe siècle (propriété privée). Il fait l'objet d'une inscription au titre des monuments historiques depuis le 17 avril 1952[13].
- Chapelle Notre-Dame de Béneauville : modillons du XIIe, tour du XVe et stalles du XVIIe siècle[14]. L'édifice fait l'objet d'une inscription au titre des monuments historiques depuis le 4 octobre 1932[15],[16]. Romane (XIIe – XIIIe siècle) avec chœur roman présentant une série de modillons aux motifs variés, nef du XIIIe siècle avec corniche en dents de scie et baies en lancettes, autel avec antependium et retable du XVIIIe siècle.
- Église Saint-Martin de Chicheboville, tour du XVe siècle et reste de l'église du XIXe siècle.
- Château de Chicheboville ayant appartenu à la famille Hüe de Mathan, reçue en dot de la famille Mesnage de Cagny (Calvados). Un parc y a été créé[17].
- Château de Navarre (début XVIIIe siècle), 7 rue de Navarre.

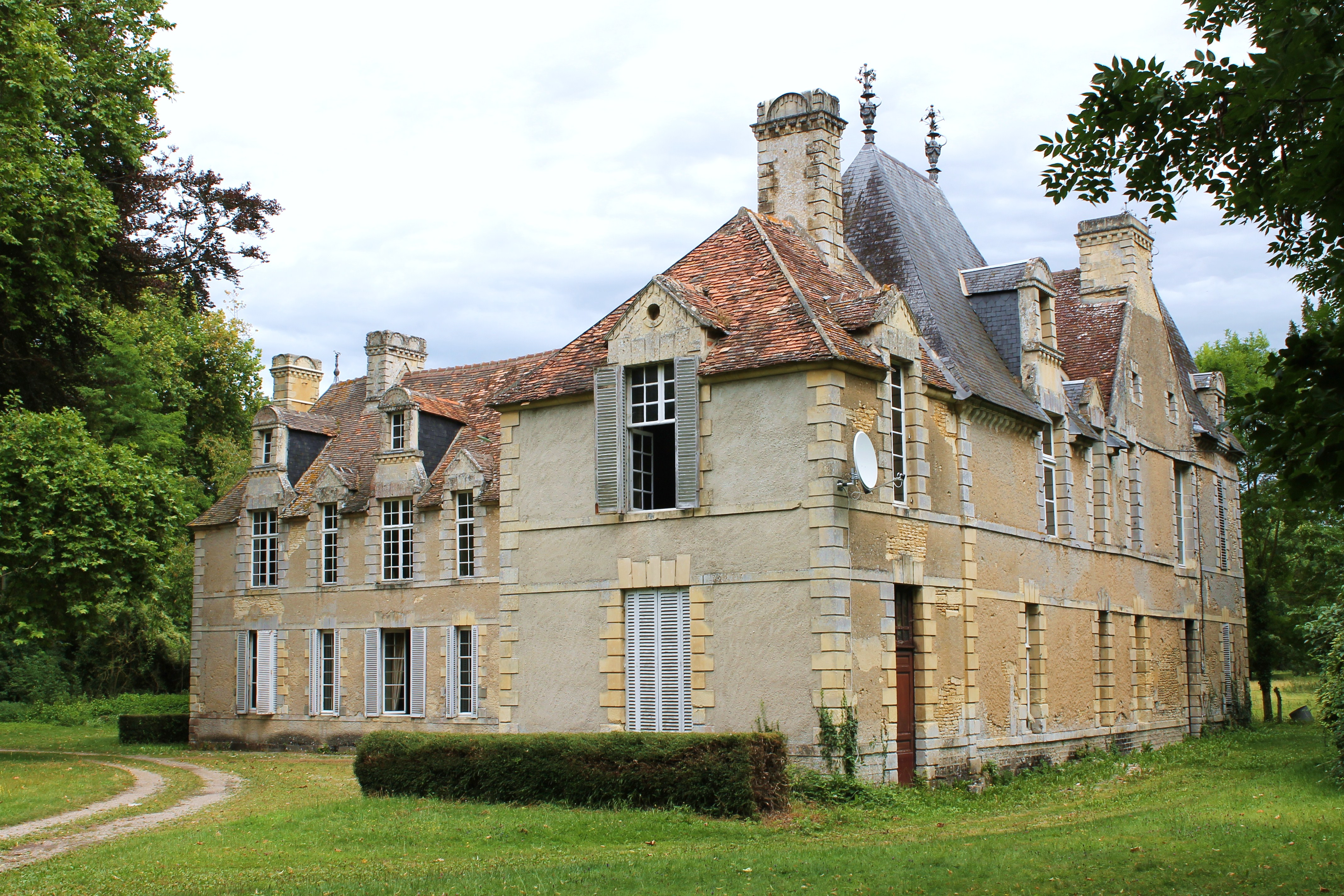
Château de Béneauville.
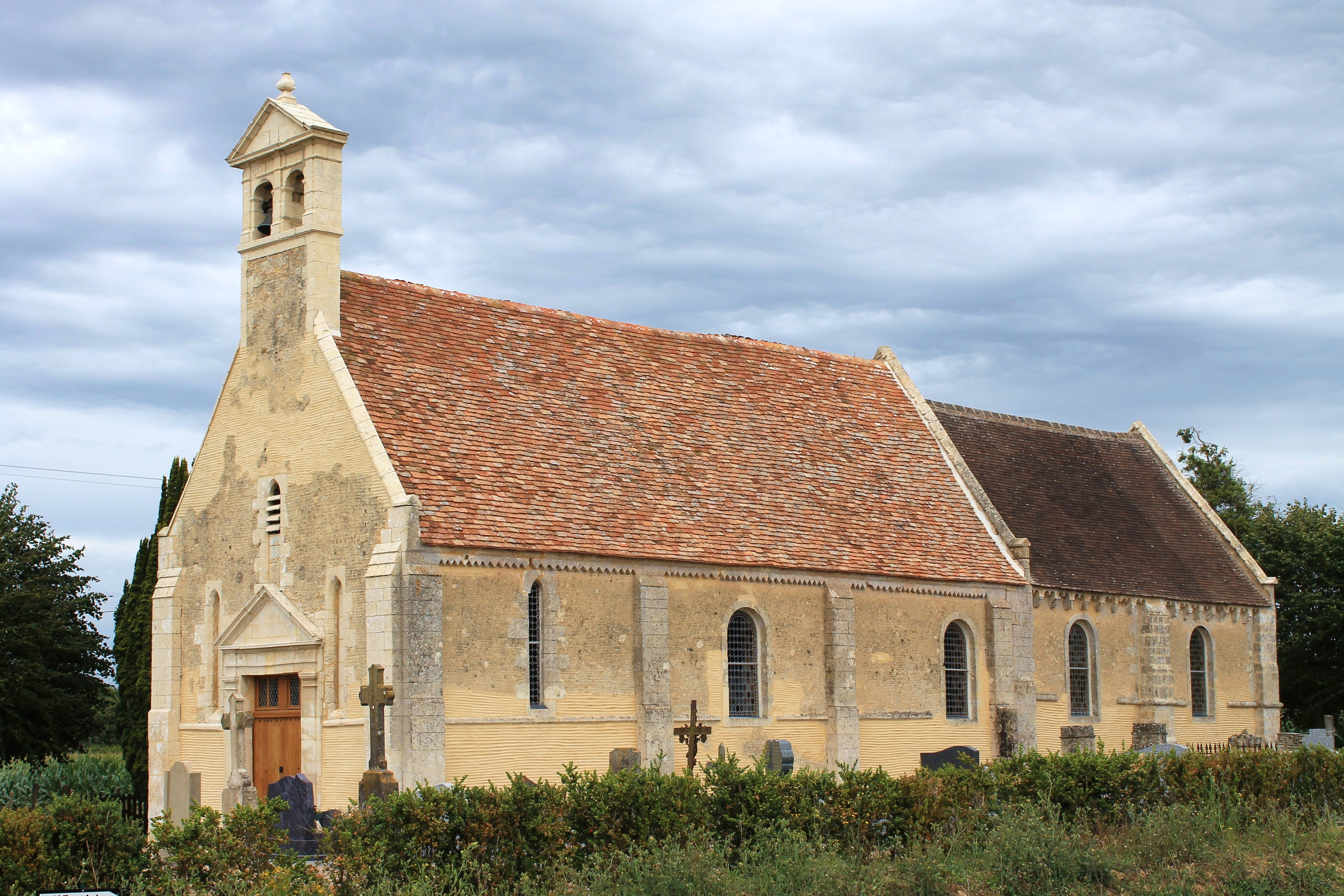
Chapelle Notre-Dame de Béneauville.
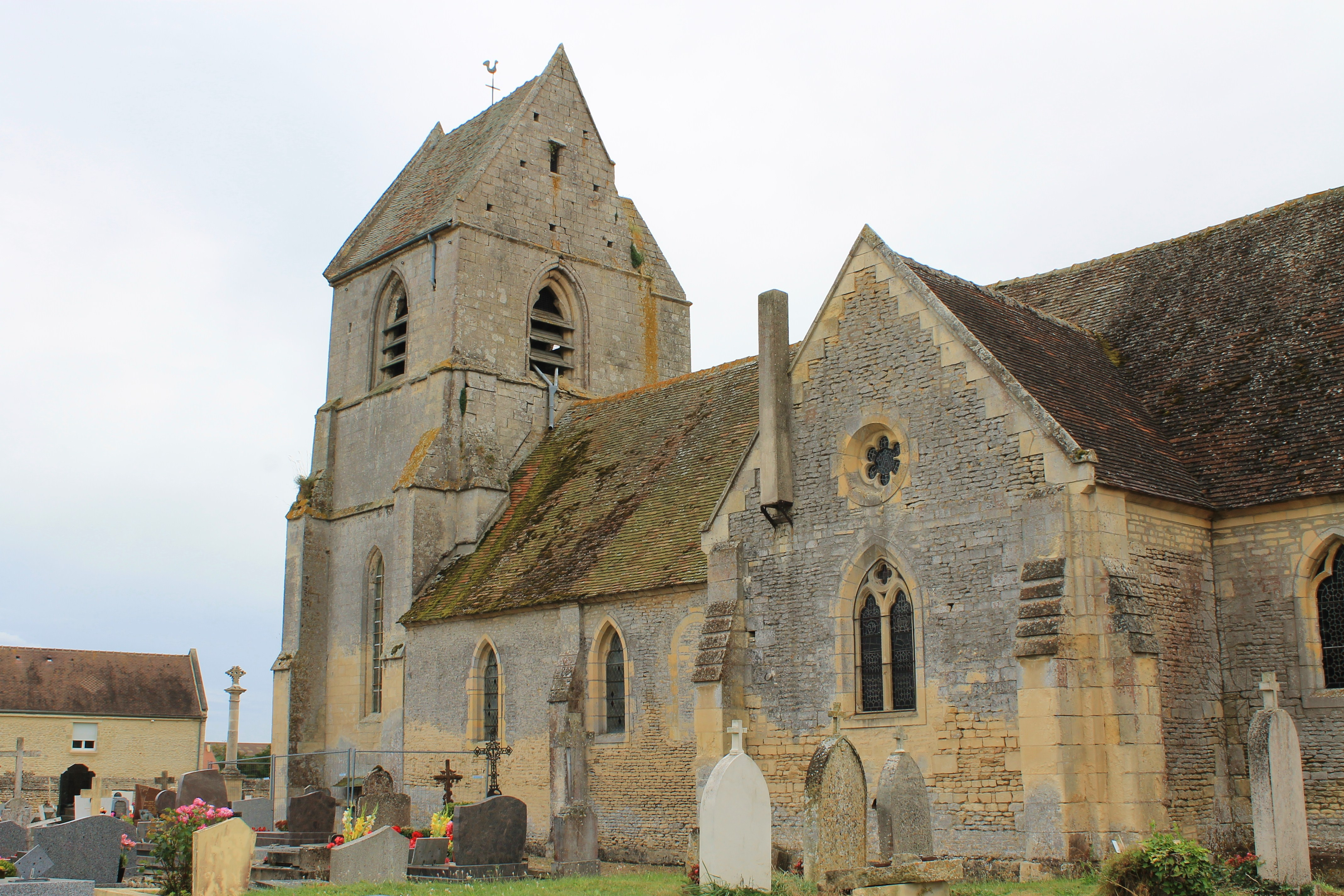
Église Saint-Martin.